# Église Saint-Georges de Montbronn
Pour les articles homonymes, voir Église Saint-Georges.
L'église Saint-Georges se situe dans la commune française de Montbronn et le département de la Moselle.

## Histoire
Du point de vue spirituel, le village de Montbronn est une ancienne paroisse de l'archiprêtré de Hornbach, avec Guisberg pour annexe[Information douteuse], passée dans celui de Rohrbach-lès-Bitche en 1802.

### Édifice

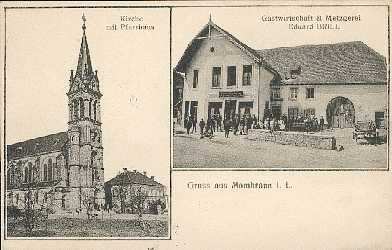
Vue de la nouvelle église.

L'église, dédiée à saint Georges, est autrefois située au cœur du village. Élevée dans le courant du XVIIIe siècle, elle est exhaussée au dernier niveau de la tour en 1868 sur les plans de l'architecte Schwartz de Sarreguemines. Cette église est remplacée à la fin du XIXe siècle par un très vaste édifice construit quelques dizaines de mètres plus à l'ouest, sur des plans de l'architecte messin Rémy Jacquemin. Les travaux sont réalisés de 1893 à 1896 par l'entreprise Noirez de Lesse. Pendant ces travaux, le fils de l'entrepreneur, Etienne, fait la connaissance d'une fille du village, Louise Schneider dite Matze Louise, qu'il épouse. Le couple s'établit à Lesse. Satisfait de la réalisation à Montbronn, Étienne, qui a entre-temps repris l'entreprise paternelle, est chargé de reconstruire l'église de son village natal, Lesse. Mais compte rendu des finances disponibles, l'édifice sera trois fois plus petit. Il s'agit d'une réplique presque exacte de celle de Montbronn. En 1917, les Allemands réquisitionnent les cloches et l'histoire se renouvelle en 1944.
De type basilical, l'église domine de sa masse imposante les habitations voisines, dotée d'un transept saillant. Contrairement à l'habitude généralement répandue dans les années qui précèdent, elle emprunte ses références stylistiques à l'architecture romane, aussi bien dans la structure que dans les élévations ou le décor. La chaire est implantée à gauche.
L'église contient un reliquaire de la Vraie Croix, en bois fruitier à l'imitation d'ébène avec un décor en laiton et en cuivre dorés et argentés. Il s'agit d'une œuvre proche de la production de l'orfèvre A. Laroche de Strasbourg, datant de la première moitié du XIXe siècle. Aux cinq plaies du Christ, iconographie traditionnelle dans la région, s'ajoutent les instruments de la Passion fixés à la face du pied, le cœur de la croix étant occupé par une nuée rayonnante, comme sur un ostensoir.